# Olympische Sommerspiele 2008/Teilnehmer (Portugal)
| Gelbes Symbol für Goldmedaillen mit stilisierten Olympischen Ringen | Graues Symbol für Silbermedaillen mit stilisierten Olympischen Ringen | Braundes Symbol für Bronzemedaillen mit stilisierten Olympischen Ringen |
| ------------------------------------------------------------------- | --------------------------------------------------------------------- | ----------------------------------------------------------------------- |
| 1                                                                   | 1                                                                     | —                                                                       |

Portugal nahm 2008 an den Olympischen Spielen in Peking mit einer Delegation von 129 Personen, darunter 77 Sportlern teil. Für die portugiesische Mannschaft war es die 22ste Teilnahme in Folge, seit 1912 erstmals portugiesische Sportler bei Olympischen Spielen antraten. Fahnenträger bei der Eröffnungsfeier war der Leichtathlet Nelson Évora.
Die Mannschaft des Comité Olímpico de Portugal gewann in Peking zwei Medaillen: Nelson Évora gewann Gold im Dreisprung, Vanessa Fernandes wurde Zweite im Triathlon.

## Teilnehmer nach Sportart

### Badminton
| Athlet            | Wettkampf | Runde 1           | Runde 1      | Runde 2       | Runde 2       | Achtelfinale  | Achtelfinale  | Viertelfinale | Viertelfinale | Halbfinale    | Halbfinale    | Finale        | Finale        | Rang |
| Athlet            | Wettkampf | Gegner            | Ergebnis     | Gegner        | Ergebnis      | Gegner        | Ergebnis      | Gegner        | Ergebnis      | Gegner        | Ergebnis      | Gegner        | Ergebnis      | Rang |
| ----------------- | --------- | ----------------- | ------------ | ------------- | ------------- | ------------- | ------------- | ------------- | ------------- | ------------- | ------------- | ------------- | ------------- | ---- |
| Frauen            |           |                   |              |               |               |               |               |               |               |               |               |               |               |      |
| Ana Moura         | Einzel    | Jeanine Cicognini | 9-21, 13-21  | ausgeschieden | ausgeschieden | ausgeschieden | ausgeschieden | ausgeschieden | ausgeschieden | ausgeschieden | ausgeschieden | ausgeschieden | ausgeschieden | 33   |
| Männer            |           |                   |              |               |               |               |               |               |               |               |               |               |               |      |
| Marco Vasconcelos | Einzel    | Anup Sridhar      | 16-21, 13-21 | ausgeschieden | ausgeschieden | ausgeschieden | ausgeschieden | ausgeschieden | ausgeschieden | ausgeschieden | ausgeschieden | ausgeschieden | ausgeschieden | 33   |

### Bogenschießen
| Athlet     | Wettkampf | Qualifikation | Qualifikation | Runde 1     | Runde 1  | Runde 2       | Runde 2       | Achtelfinale  | Achtelfinale  | Viertelfinale | Viertelfinale | Halbfinale    | Halbfinale    | Finale        | Finale        | Endstand |
| Athlet     | Wettkampf | Ringe         | Platz         | Gegner      | Ergebnis | Gegner        | Ergebnis      | Gegner        | Ergebnis      | Gegner        | Ergebnis      | Gegner        | Ergebnis      | Gegner        | Ergebnis      | Platz    |
| ---------- | --------- | ------------- | ------------- | ----------- | -------- | ------------- | ------------- | ------------- | ------------- | ------------- | ------------- | ------------- | ------------- | ------------- | ------------- | -------- |
| Männer     |           |               |               |             |          |               |               |               |               |               |               |               |               |               |               |          |
| Nuno Pombo | Einzel    | 650           | 42            | Yusuf Ergin | 103-106  | ausgeschieden | ausgeschieden | ausgeschieden | ausgeschieden | ausgeschieden | ausgeschieden | ausgeschieden | ausgeschieden | ausgeschieden | ausgeschieden | 50       |

### Fechten
| Athlet          | Wettkampf | Runde 1        | Runde 1  | Runde 2             | Runde 2       | Achtelfinale  | Achtelfinale  | Viertelfinale | Viertelfinale | Halbfinale    | Halbfinale    | Finale        | Finale        | Endstand |
| Athlet          | Wettkampf | Gegner         | Ergebnis | Gegner              | Ergebnis      | Gegner        | Ergebnis      | Gegner        | Ergebnis      | Gegner        | Ergebnis      | Gegner        | Ergebnis      | Platz    |
| --------------- | --------- | -------------- | -------- | ------------------- | ------------- | ------------- | ------------- | ------------- | ------------- | ------------- | ------------- | ------------- | ------------- | -------- |
| Frauen          |           |                |          |                     |               |               |               |               |               |               |               |               |               |          |
| Débora Nogueira | Florett   | Su Wanwen      | 4-15     | ausgeschieden       | ausgeschieden | ausgeschieden | ausgeschieden | ausgeschieden | ausgeschieden | ausgeschieden | ausgeschieden | ausgeschieden | ausgeschieden | 40       |
| Männer          |           |                |          |                     |               |               |               |               |               |               |               |               |               |          |
| Joaquim Videira | Degen     | Dario Torrente | 15-10    | Radosław Zawrotniak | 9-15          | ausgeschieden | ausgeschieden | ausgeschieden | ausgeschieden | ausgeschieden | ausgeschieden | ausgeschieden | ausgeschieden | 26       |

### Judo
| Athlet         | Wettkampf | Vorrunde             | Vorrunde    | Runde 1          | Runde 1     | Achtelfinale     | Achtelfinale | Viertelfinale | Viertelfinale | Halbfinale    | Halbfinale    | Hoffnungsrunde Achtelfinale | Hoffnungsrunde Achtelfinale | Hoffnungsrunde Viertelfinale | Hoffnungsrunde Viertelfinale | Hoffnungsrunde Halbfinale | Hoffnungsrunde Halbfinale | Finale        | Finale        | Rang          |
| Athlet         | Wettkampf | Gegner               | Ergebnis    | Gegner           | Ergebnis    | Gegner           | Ergebnis     | Gegner        | Ergebnis      | Gegner        | Ergebnis      | Gegner                      | Ergebnis                    | Gegner                       | Ergebnis                     | Gegner                    | Ergebnis                  | Gegner        | Ergebnis      | Rang          |
| -------------- | --------- | -------------------- | ----------- | ---------------- | ----------- | ---------------- | ------------ | ------------- | ------------- | ------------- | ------------- | --------------------------- | --------------------------- | ---------------------------- | ---------------------------- | ------------------------- | ------------------------- | ------------- | ------------- | ------------- |
| Frauen         |           |                      |             |                  |             |                  |              |               |               |               |               |                             |                             |                              |                              |                           |                           |               |               |               |
| Ana Hormigo    | bis 48 kg | −                    | −           | Tombi Devi       | 1011 - 0000 | Pak Ok-song      | 0000 - 0100  | ausgeschieden | ausgeschieden | ausgeschieden | ausgeschieden | Freilos                     | Freilos                     | Kelbet Nurgazina             | 0002 - 0001                  | Lyudmila Bogdanova        | 0010 - 0100               | ausgeschieden | ausgeschieden | ausgeschieden |
| Telma Monteiro | bis 52 kg | −                    | −           | Freilos          | Freilos     | Anna Kharitonova | 0211 - 0000  | Xian Dongmei  | 0010 - 1011   | ausgeschieden | ausgeschieden | Freilos                     | Freilos                     | Ana Carrascosa               | 0001 - 0101                  | ausgeschieden             | ausgeschieden             | ausgeschieden | ausgeschieden | ausgeschieden |
| Männer         |           |                      |             |                  |             |                  |              |               |               |               |               |                             |                             |                              |                              |                           |                           |               |               |               |
| Pedro Dias     | bis 66 kg | Freilos              | Freilos     | Ludwig Ortiz     | 0100 - 0001 | João Derly       | 0101 - 0010  | Pak Chol-min  | 0000 - 0002   | ausgeschieden | ausgeschieden | Freilos                     | Freilos                     | Giovanni Casale              | 0001 - 1001                  | ausgeschieden             | ausgeschieden             | ausgeschieden | ausgeschieden | ausgeschieden |
| João Pina      | bis 73 kg | −                    | −           | Nicholas Tritton | 0010 - 0000 | Ali Maloumat     | 0001 - 0111  | ausgeschieden | ausgeschieden | ausgeschieden | ausgeschieden | Freilos                     | Freilos                     | Yūsuke Kanamaru              | 0010 - 0011                  | ausgeschieden             | ausgeschieden             | ausgeschieden | ausgeschieden | ausgeschieden |
| João Neto      | bis 81 kg | Saba Gavashelishvili | 1010 - 0000 | Edmond Topalli   | 1001 - 0000 | Oscar Cardenas   | 1000 - 0000  | Kim Jae-bum   | 0000 - 0001   | ausgeschieden | ausgeschieden | Freilos                     | Freilos                     | Robert Krawczyk              | 0000 - 1000                  | ausgeschieden             | ausgeschieden             | ausgeschieden | ausgeschieden | ausgeschieden |

### Kanu
| Athleten                     | Wettbewerb | Vorlauf      | Vorlauf | Halbfinale   | Halbfinale | Finale        | Finale        | Rang          |
| Athleten                     | Wettbewerb | Zeit         | Rang    | Zeit         | Rang       | Zeit          | Rang          | Rang          |
| ---------------------------- | ---------- | ------------ | ------- | ------------ | ---------- | ------------- | ------------- | ------------- |
| Frauen                       |            |              |         |              |            |               |               |               |
| Teresa Portela               | K-1 500 m  | 1:53,761 min | 6       | 1:45,985 min | 6          | ausgeschieden | ausgeschieden | ausgeschieden |
| Helena Rodrigues Joana Sousa | K-2 500 m  | 1:47,588 min | 7       | 1:46,021 min | 5          | ausgeschieden | ausgeschieden | ausgeschieden |
| Männer                       |            |              |         |              |            |               |               |               |
| Emanuel Silva                | K-1 500 m  | 1:42,513 min | 6       | 1:45,985 min | 5          | ausgeschieden | ausgeschieden | ausgeschieden |
| Emanuel Silva                | K-1 1000 m | 3:31,843 min | 4       | 3:34,508 min | 4          | ausgeschieden | ausgeschieden | ausgeschieden |

### Leichtathletik
Laufen und Gehen
| Athleten               | Wettbewerb       | Vorlauf      | Vorlauf | Viertelfinale | Viertelfinale | Halbfinale    | Halbfinale    | Finale        | Finale        | Rang          |
| Athleten               | Wettbewerb       | Zeit         | Rang    | Zeit          | Rang          | Zeit          | Rang          | Zeit          | Rang          | Rang          |
| ---------------------- | ---------------- | ------------ | ------- | ------------- | ------------- | ------------- | ------------- | ------------- | ------------- | ------------- |
| Frauen                 |                  |              |         |               |               |               |               |               |               |               |
| María do Carmo Tavares | 800 m            | 2:01,91 min  | 6       | ausgeschieden | ausgeschieden | ausgeschieden | ausgeschieden | ausgeschieden | ausgeschieden | ausgeschieden |
| Jéssica Augusto        | 5000 m           | 16:05,71 min | 14      | ausgeschieden | ausgeschieden | ausgeschieden | ausgeschieden | ausgeschieden | ausgeschieden | ausgeschieden |
| Jéssica Augusto        | 3000 m Hindernis | 9:30,23 min  | 5       | ausgeschieden | ausgeschieden | ausgeschieden | ausgeschieden | ausgeschieden | ausgeschieden | ausgeschieden |
| Clarisse Cruz          | 3000 m Hindernis | 9:49,45 min  | 15      | ausgeschieden | ausgeschieden | ausgeschieden | ausgeschieden | ausgeschieden | ausgeschieden | ausgeschieden |
| Sara Moreira           | 3000 m Hindernis | 9:34,39 min  | 10      | ausgeschieden | ausgeschieden | ausgeschieden | ausgeschieden | ausgeschieden | ausgeschieden | ausgeschieden |
| Ana Dias               | Marathon         | –            | –       | –             | –             | –             | –             | 2:36,25 h     | 46            | 46            |
| Inês Monteiro          | Marathon         | –            | –       | –             | –             | –             | –             | DNF           | DNF           | DNF           |
| Marisa Barros          | Marathon         | –            | –       | –             | –             | –             | –             | 2:34,08 h     | 32            | 32            |
| Vera Santos            | 20 km Gehen      | –            | –       | –             | –             | –             | –             | 1:28,14 h     | 10            | 10            |
| Susana Feitor          | 20 km Gehen      | –            | –       | –             | –             | –             | –             | DNF           | DNF           | DNF           |
| Ana Cabecinha          | 20 km Gehen      | –            | –       | –             | –             | –             | –             | 1:27,45 h     | 8             | 8             |
| Männer                 |                  |              |         |               |               |               |               |               |               |               |
| Francis Obikwelu       | 100 m            | 10,25 s      | 1       | 10,09 s       | 3             | 10,10 s       | 6             | ausgeschieden | ausgeschieden | ausgeschieden |
| Arnaldo Abrantes       | 200 m            | 21,46 s      | 8       | ausgeschieden | ausgeschieden | ausgeschieden | ausgeschieden | ausgeschieden | ausgeschieden | ausgeschieden |
| Rui Pedro Silva        | 10.000 m         | –            | –       | –             | –             | –             | –             | 29:09,03 min  | 34            | 34            |
| Hélder Ornelas         | Marathon         | –            | –       | –             | –             | –             | –             | 2:23:20 h     | 46            | 46            |
| Paulo Gomes            | Marathon         | –            | –       | –             | –             | –             | –             | 2:18:15 h     | 30            | 30            |
| Edivaldo Monteiro      | 400 m Hürden     | 49,89 s      | 6       | ausgeschieden | ausgeschieden | ausgeschieden | ausgeschieden | ausgeschieden | ausgeschieden | ausgeschieden |
| Alberto Paulo          | 3000 m Hindernis | 8:39,11 min  | 11      | ausgeschieden | ausgeschieden | ausgeschieden | ausgeschieden | ausgeschieden | ausgeschieden | ausgeschieden |
| João Vieira            | 20 km Gehen      | –            | –       | –             | –             | –             | –             | 1:25:05 h     | 32            | 32            |
| Sérgio Vieira          | 20 km Gehen      | –            | –       | –             | –             | –             | –             | 1:29:51 h     | 45            | 45            |
| Augusto Cardoso        | 50 km Gehen      | –            | –       | –             | –             | –             | –             | 4:09:00 h     | 40            | 40            |
| António Pereira        | 50 km Gehen      | –            | –       | –             | –             | –             | –             | 3:48,12 h     | 11            | 11            |

Springen und Werfen
| Athleten       | Wettbewerb     | Qualifikation | Qualifikation | Finale        | Finale        | Rang          |
| Athleten       | Wettbewerb     | Weite/Höhe    | Rang          | Weite/Höhe    | Rang          | Rang          |
| -------------- | -------------- | ------------- | ------------- | ------------- | ------------- | ------------- |
| Frauen         |                |               |               |               |               |               |
| Sílvia Cruz    | Speerwurf      | 57,06 m       | 24            | ausgeschieden | ausgeschieden | ausgeschieden |
| Naide Gomes    | Weitsprung     | 6,29 m        | 32            | ausgeschieden | ausgeschieden | ausgeschieden |
| Vânia Silva    | Hammerwurf     | 59,42 m       | 46            | ausgeschieden | ausgeschieden | ausgeschieden |
| Sandra Tavares | Stabhochsprung | 4,30 m        | 19            | ausgeschieden | ausgeschieden | ausgeschieden |
| Männer         |                |               |               |               |               |               |
| Nelson Évora   | Dreisprung     | 17,34 m       | 2             | 17,67 m       | 1             | Gold          |
| Marco Fortes   | Kugelstoßen    | 18,05 m       | 38            | ausgeschieden | ausgeschieden | ausgeschieden |

### Radsport
Straße
| Athleten      | Wettbewerb    | Zeit      | Rang |
| ------------- | ------------- | --------- | ---- |
| Männer        |               |           |      |
| André Cardoso | Straßenrennen | 6:39,42 h | 72   |
| Nuno Ribeiro  | Straßenrennen | 6:26:17 h | 28   |

### Reiten
| Dressur                                                                                     |            |            |               |               |               |               |
| Athleten                                                                                    | Wettbewerb | Prozent    | Prozent       | Prozent       | Ergebnis      | Rang          |
| Athleten                                                                                    | Wettbewerb | Grand Prix | GP Spécial    | GP Kür        | Ergebnis      | Rang          |
| Miguel Ralão Duarte mit Oxalis                                                              | Einzel     | WD         | WD            | WD            | WD            | WD            |
| Carlos Pinto mit Notavel                                                                    | Einzel     | 61,708     | ausgeschieden | ausgeschieden | ausgeschieden | ausgeschieden |
| Daniel Pinto mit Galopin de la Font                                                         | Einzel     | 63,083     | ausgeschieden | ausgeschieden | ausgeschieden | ausgeschieden |
| Miguel Ralão Duarte mit Oxalis Carlos Pinto mit Notavel Daniel Pinto mit Galopin de la Font | Mannschaft | −          | −             | −             | −             | WD            |

### Rudern
| Athleten                | Wettbewerb                  | Vorlauf     | Vorlauf | Vorlauf       | Hoffnungslauf | Hoffnungslauf | Hoffnungslauf | Viertelfinale | Viertelfinale | Viertelfinale | Halbfinale  | Halbfinale | Halbfinale    | Finale      | Finale | Rang |
| Athleten                | Wettbewerb                  | Zeit        | Platz   | Qualifikation | Zeit          | Platz         | Qualifikation | Zeit          | Platz         | Qualifikation | Zeit        | Platz      | Qualifikation | Zeit        | Platz  | Rang |
| ----------------------- | --------------------------- | ----------- | ------- | ------------- | ------------- | ------------- | ------------- | ------------- | ------------- | ------------- | ----------- | ---------- | ------------- | ----------- | ------ | ---- |
| Frauen                  |                             |             |         |               |               |               |               |               |               |               |             |            |               |             |        |      |
| Nuno Mendes Pedro Fraga | Leichtgewichts-Doppelzweier | 6:24,35 min | 3       | Hoffnungslauf | 6:39,07 min   | 1             | Halbfinale    | –             | –             | –             | 6:39,23 min | 6          | B-Finale      | 6:28,47 min | 2      | 8    |

### Schießen
| Athleten     | Wettbewerb         | Qualifikation   | Qualifikation | Finale          | Finale        | Rang |
| Athleten     | Wettbewerb         | Ringe/ Scheiben | Rang          | Ringe/ Scheiben | Rang          | Rang |
| ------------ | ------------------ | --------------- | ------------- | --------------- | ------------- | ---- |
| Männer       |                    |                 |               |                 |               |      |
| João Costa   | Luftpistole 10 m   | 579             | 18            | ausgeschieden   | ausgeschieden | 18   |
| João Costa   | Freie Pistole 50 m | 549             | 33            | ausgeschieden   | ausgeschieden | 33   |
| Manuel Silva | Trap               | 111             | 27            | ausgeschieden   | ausgeschieden | 27   |

### Schwimmen
| Athleten           | Wettbewerb          | Vorlauf     | Vorlauf | Halbfinale    | Halbfinale    | Finale        | Finale        | Rang |
| Athleten           | Wettbewerb          | Zeit        | Rang    | Zeit          | Rang          | Zeit          | Rang          | Rang |
| ------------------ | ------------------- | ----------- | ------- | ------------- | ------------- | ------------- | ------------- | ---- |
| Frauen             |                     |             |         |               |               |               |               |      |
| Diana Gomes        | 100 m Rücken        | 1:10,02 min | 26      | ausgeschieden | ausgeschieden | ausgeschieden | ausgeschieden | 26   |
| Diana Gomes        | 200 m Rücken        | 2:30,18 min | 29      | ausgeschieden | ausgeschieden | ausgeschieden | ausgeschieden | 29   |
| Daniela Inácio     | 10 km Freiwasser    | –           | –       | –             | –             | 2:00:59,0 h   | 17            | 17   |
| Sara Oliveira      | 100 m Schmetterling | 59,48 s     | 35      | ausgeschieden | ausgeschieden | ausgeschieden | ausgeschieden | 35   |
| Sara Oliveira      | 200 m Schmetterling | 2:10,14 min | 19      | ausgeschieden | ausgeschieden | ausgeschieden | ausgeschieden | 19   |
| Männer             |                     |             |         |               |               |               |               |      |
| Carlos Almeida     | 200 m Rücken        | 2:13,34 min | 34      | ausgeschieden | ausgeschieden | ausgeschieden | ausgeschieden | 34   |
| Diogo Carvalho     | 200 m Lagen         | 2:00,66 min | 18      | ausgeschieden | ausgeschieden | ausgeschieden | ausgeschieden | 18   |
| Fernando Costa     | 1500 m Freistil     | 15:26,21    | 29      | ausgeschieden | ausgeschieden | ausgeschieden | ausgeschieden | 29   |
| Arseniy Lavrentyev | 10 km Freiwasser    | –           | –       | –             | –             | 2:03,39,6 h   | 22            | 22   |
| Simão Morgado      | 100 m Schmetterling | 52,80 s     | 33      | ausgeschieden | ausgeschieden | ausgeschieden | ausgeschieden | 33   |
| Pedro Oliveira     | 200 m Rücken        | 2:01,08 min | 28      | ausgeschieden | ausgeschieden | ausgeschieden | ausgeschieden | 28   |
| Pedro Oliveira     | 200 m Schmetterling | 1:57,41 min | 24      | ausgeschieden | ausgeschieden | ausgeschieden | ausgeschieden | 24   |
| Tiago Venâncio     | 100 m Freistil      | 50,30 s     | 45      | ausgeschieden | ausgeschieden | ausgeschieden | ausgeschieden | 45   |
| Tiago Venâncio     | 200 m Freistil      | 1:50,24 min | 39      | ausgeschieden | ausgeschieden | ausgeschieden | ausgeschieden | 39   |

### Segeln
| Athleten                        | Wettbewerb  | Rennen | Rennen | Rennen | Rennen | Rennen | Rennen | Rennen | Rennen | Rennen | Rennen      | Rennen | Rennen | Rennen      | Rennen      | Rennen      | Rennen        | Net Punkte | Rang |
| Athleten                        | Wettbewerb  | 1      | 2      | 3      | 4      | 5      | 6      | 7      | 8      | 9      | 10          | 11     | 12     | 13          | 14          | 15          | Medaillen     | Net Punkte | Rang |
| ------------------------------- | ----------- | ------ | ------ | ------ | ------ | ------ | ------ | ------ | ------ | ------ | ----------- | ------ | ------ | ----------- | ----------- | ----------- | ------------- | ---------- | ---- |
| Männer                          |             |        |        |        |        |        |        |        |        |        |             |        |        |             |             |             |               |            |      |
| João Rodrigues                  | Windsurfen  | 18     | 10     | 10     | 8      | 14     | 16     | 9      | 3      | 13     | 19          | –      | –      | –           | –           | –           | ausgeschieden | 101        | 11   |
| Gustavo Lima                    | Laser       | 5      | 8      | 3      | 27     | 17     | 6      | 16     | 8      | 3      | ausgefallen | –      | –      | –           | –           | –           | 10            | 76         | 4    |
| Álvaro Marinho Miguel Nunes     | 470er Jolle | 2      | 8      | 15     | 6      | 11     | 7      | 9      | OCS    | 10     | 14          | –      | –      | –           | –           | –           | 20            | 102        | 8    |
| Afonso Domingos Bernardo Santos | Starboot    | 3      | 3      | 10     | OCS    | 13     | 3      | 5      | 7      | 7      | 9           | –      | –      | –           | –           | –           | 12            | 72         | 8    |
| Mixed                           |             |        |        |        |        |        |        |        |        |        |             |        |        |             |             |             |               |            |      |
| Francisco Andrade Jorge Lima    | 49er Jolle  | 12     | 7      | 8      | 11     | 4      | DNS    | 10     | 6      | 5      | 11          | 13     | 12     | ausgefallen | ausgefallen | ausgefallen | ausgeschieden | 100        | 11   |

### Taekwondo
| Athlet      | Wettkampf        | Achtelfinale     | Achtelfinale | Viertelfinale | Viertelfinale | Halbfinale    | Halbfinale    | Hoffnungsrunde | Hoffnungsrunde | Finale/Kampf um Bronze | Finale/Kampf um Bronze | Rang          |
| Athlet      | Wettkampf        | Gegner           | Ergebnis     | Gegner        | Ergebnis      | Gegner        | Ergebnis      | Gegner         | Ergebnis       | Gegner                 | Ergebnis               | Rang          |
| ----------- | ---------------- | ---------------- | ------------ | ------------- | ------------- | ------------- | ------------- | -------------- | -------------- | ---------------------- | ---------------------- | ------------- |
| Männer      |                  |                  |              |               |               |               |               |                |                |                        |                        |               |
| Pedro Póvoa | Klasse bis 58 kg | Gabriel Mercedes | 0:3          | ausgeschieden | ausgeschieden | ausgeschieden | ausgeschieden | Chu Mu-yen     | -1:1           | ausgeschieden          | ausgeschieden          | ausgeschieden |

### Tischtennis
| Athleten            | Wettbewerb | Vorrunde | Vorrunde | 1. Runde        | 1. Runde | 2. Runde      | 2. Runde      | 3. Runde      | 3. Runde      | Achtelfinale  | Achtelfinale  | Viertelfinale | Viertelfinale | Halbfinale    | Halbfinale    | Finale        | Finale        | Rang |
| Athleten            | Wettbewerb | Gegner   | Ergebnis | Gegner          | Ergebnis | Gegner        | Ergebnis      | Gegner        | Ergebnis      | Gegner        | Ergebnis      | Gegner        | Ergebnis      | Gegner        | Ergebnis      | Gegner        | Ergebnis      | Rang |
| ------------------- | ---------- | -------- | -------- | --------------- | -------- | ------------- | ------------- | ------------- | ------------- | ------------- | ------------- | ------------- | ------------- | ------------- | ------------- | ------------- | ------------- | ---- |
| Männer              |            |          |          |                 |          |               |               |               |               |               |               |               |               |               |               |               |               |      |
| Tiago Apolónia      | Einzel     | Freilos  | Freilos  | Lin Ju          | 1:4      | ausgeschieden | ausgeschieden | ausgeschieden | ausgeschieden | ausgeschieden | ausgeschieden | ausgeschieden | ausgeschieden | ausgeschieden | ausgeschieden | ausgeschieden | ausgeschieden | 65   |
| Marcos Freitas      | Einzel     | Freilos  | Freilos  | El-sayed Lashin | 4:1      | Yang Zi       | 2:4           | ausgeschieden | ausgeschieden | ausgeschieden | ausgeschieden | ausgeschieden | ausgeschieden | ausgeschieden | ausgeschieden | ausgeschieden | ausgeschieden | 33   |
| João Pedro Monteiro | Einzel     | Freilos  | Freilos  | Segun Toriola   | 3:4      | ausgeschieden | ausgeschieden | ausgeschieden | ausgeschieden | ausgeschieden | ausgeschieden | ausgeschieden | ausgeschieden | ausgeschieden | ausgeschieden | ausgeschieden | ausgeschieden | 65   |

### Triathlon
| Athleten          | Wettbewerb | Schwimmen | 1. Wechsel | Radfahren | 2. Wechsel | Laufen    | Gesamtzeit   | Rang   |
| Athleten          | Wettbewerb | Zeit      | Zeit       | Zeit      | Zeit       | Zeit      | Gesamtzeit   | Rang   |
| ----------------- | ---------- | --------- | ---------- | --------- | ---------- | --------- | ------------ | ------ |
| Frauen            |            |           |            |           |            |           |              |        |
| Vanessa Fernandes | Einzel     | 19:53 min | 0:29 min   | 1:04:18 h | 0:33 min   | 34:21 min | 1:59:34,63 h | Silber |
| Männer            |            |           |            |           |            |           |              |        |
| Duarte Marques    | Einzel     | 18:20 min | 0:26 min   | 59:06 min | 0:27 min   | 36,47 min | 1:55:06,57 h | 45     |
| Bruno Pais        | Einzel     | 18:28 min | 0:26 min   | 58:47 min | 0:27 min   | 32:32 min | 1:50:40,22 h | 17     |

### Turnen
Trampolinturnen
| Athleten        | Wettbewerb | Qualifikation | Qualifikation | Finale        | Finale        | Rang |
| Athleten        | Wettbewerb | Punkte        | Rang          | Punkte        | Rang          | Rang |
| --------------- | ---------- | ------------- | ------------- | ------------- | ------------- | ---- |
| Frauen          |            |               |               |               |               |      |
| Ana Rente       | Einzel     | 31,60         | 16            | ausgeschieden | ausgeschieden | 16   |
| Männer          |            |               |               |               |               |      |
| Diogo Ganchinho | Einzel     | 69,10         | 11            | ausgeschieden | ausgeschieden | 11   |